# Lambourne
Lambourne is een civil parish in het bestuurlijke gebied Epping Forest, in het Engelse graafschap Essex met 2013 inwoners.